# Заболотье (Мстиславский район)
Заболотье (транслит.: Zabalaccie; бел. За́балацце) — агрогородок в Мстиславском районе Могилёвской области Белоруссии. Входит в состав Ходосовского сельсовета.

## География
Агрогородок находится в северо-восточной части Могилёвской области, в пределах Оршанско-Могилёвской равнины, на берегах реки Мертвицы, к востоку от республиканской автодороги Р73, на расстоянии примерно 24 километров (по прямой) к юго-западу от Мстиславля, административного центра района. Абсолютная высота — 183 метра над уровнем моря.

## История
Упоминается в 1758 году как деревня во Мстиславском воеводстве Великого княжества Литовского.
Согласно «Списку населенных мест Могилёвской губернии» 1910 года издания населённый пункт входил в состав Белицкой волости Чериковского уезда Могилёвской губернии. Имелось 146 дворов и проживало 645 человек (322 мужчины и 323 женщины).
Советская власть была установлена в январе 1918 года. С 1924 года являлось центром Заболотского сельсовета Ряснянского района Калининской округа. В 1940 году к Заболотью был присоединено пять населённых пунктов: п. Желоб, п. Мальковка, х. Мохово, х. Роща и х. Украина.
Во время Великой Отечественной войны, в период с 14 июля 1941 года по 30 сентября 1943 года, село было оккупировано немецко-фашистскими захватчиками. В окрестностях Заболотья действовал партизанский отряд «Чапай» 13-й партизанской бригады.
До 2012 года являлось центром ныне упразднённого Заболотского сельсовета.

## Население
По данным переписи 2009 года, в деревне проживало 359 человек.